# Стельмах Тарас Іванович
Тара́с Іва́нович Сте́льмах (15 січня 1975 — 7 серпня 2014) — молодший сержант 24-ї окремої механізованої бригади Збройних сил України, учасник російсько-української війни.

## Життєвий шлях
Тарас Стельмах народився 15 січня 1975 року в місті Львів. Закінчив середню школу № 53 міста Львова (нині — гімназія «Престиж») та Львівський державний медичний коледж (нині — Вищий навчальний комунальний заклад Львівської обласної ради «Львівський медичний коледж імені Андрея Крупинського»).
Мобілізований у травні 2014-го, з червня перебував у зоні бойових дій.
Молодший сержант, санітарний інструктор розвідроти 24-ї окремої механізованої бригади (Яворів).
Загинув близько 7:00 поблизу села Степанівка (Шахтарський район) Донецької області поблизу кургану Савур-Могила, супроводжуючи поранених у санітарній машині. У машину влучив снаряд, загинули двоє бійців — Тарас Стельмах і Павло Коваль. Довгий час тіло не могли забрати з контрольованої терористами території. Після вивезення останків з окупованої території та проведення експертизи ДНК, Тараса поховали 16 грудня у Львові на Личаківському кладовищі на полі почесних поховань № 76. За даними сайту «Книга пам'яті», загинув 7 серпня біля смт Побєда.
Без Тараса лишились мама, дружина Олена та донька 2009 р.н.

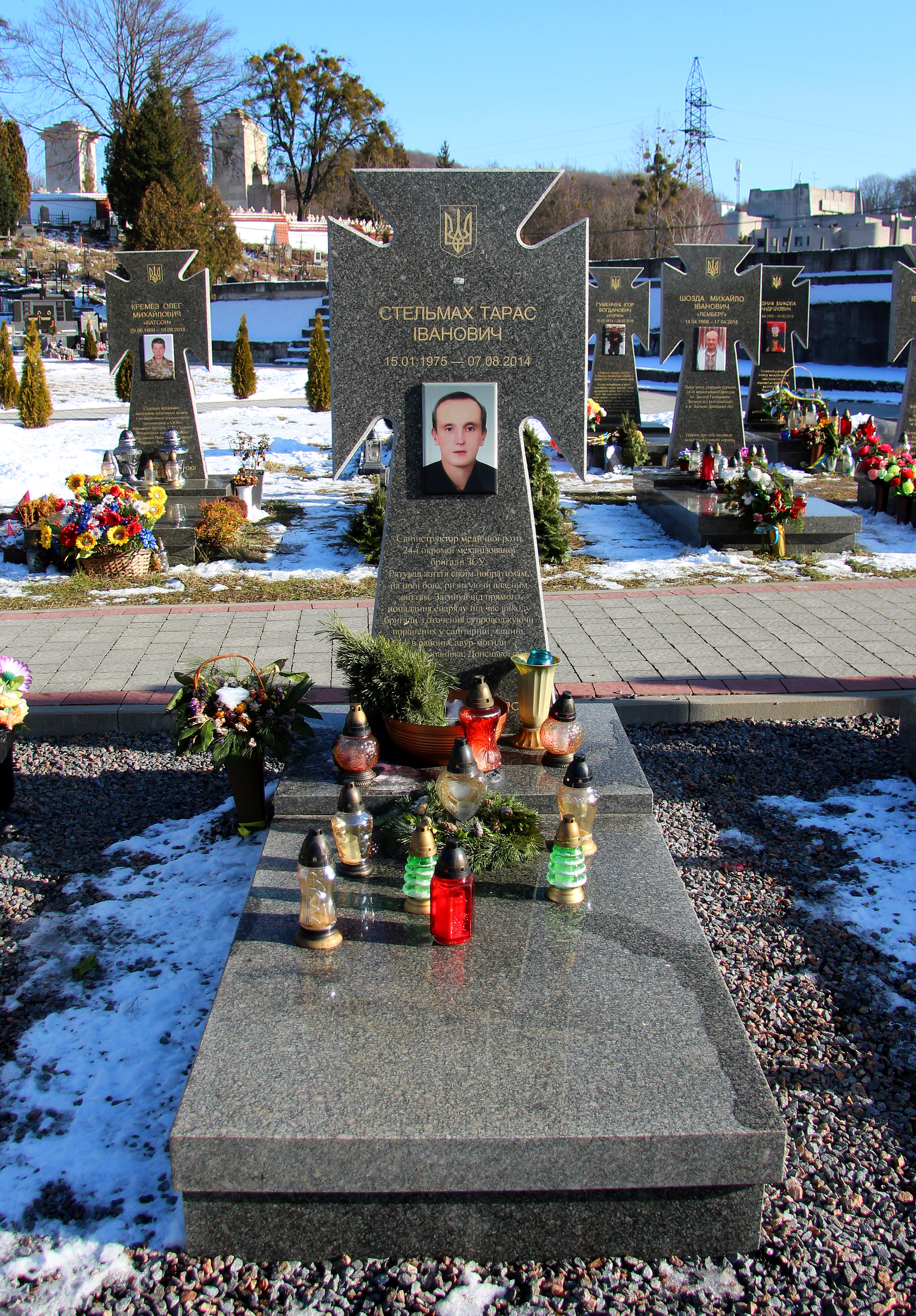

Похований 16 грудня 2014 року на Личаківському цвинтарі — Поле почесних поховань № 76.

## Нагороди та вшанування
За особисту мужність і героїзм, виявлені у захисті державного суверенітету та територіальної цілісності України, вірність військовій присязі під час російсько-української війни, відзначений — нагороджений
- орденом «За мужність» III ступеня (14.3.2015, посмертно)
- його портрет розміщений на меморіалі «Стіна пам'яті полеглих за Україну» у Києві: секція 2, ряд 8, місце 15
- 10 жовтня 2016 року на будівлі львівської гімназії «Престиж» (вулиця Ветеранів, 11), йому відкрито меморіальну дошку
- вшановується 7 серпня на щоденному ранковому церемоніалі вшанування захисників України, які загинули цього дня у різні роки внаслідок російської збройної агресії на Сході України.[3]